# Cristo alla colonna (Battistello Caracciolo)
Il Cristo alla colonna è un dipinto olio su tela (184×130 cm) di Battistello Caracciolo databile al 1618-1620 circa e conservato presso il Museo nazionale di Capodimonte di Napoli.

## Storia e descrizione
Il dipinto, rinvenuto nel 1968 e attribuito correttamente al Caracciolo, era già noto al 1938 presso la collezione Buonocore di Napoli, mentre fu acquistato, dietro consulenza di Raffaello Causa, dal Museo di Capodimonte nel 1973 dalla collezione Mancini. In origine il dipinto fu ricondotto al 1609, fin quando la critica non spostò in avanti la datazione riportandola agli anni immediatamente dopo il viaggio del Caracciolo fatto a Roma e a Firenze del 1617.
La tela, restaurata più volte dall'acquisizione a oggi, ritrae la scena in cui il Cristo viene legato alla colonna della flagellazione. Questa rappresenta un punto di svolta della vita artistica del Battistello, infatti, seppur ricadente nel gruppo di opere più strettamente caravaggesche eseguite durante gli anni giovanili dell'artista, come l'Ecce Homo, la Crocifissione di Cristo, il Caino e Abele, il Battesimo di Cristo, dominate da un forte chiaroscuro, il dipinto mostra comunque degli influssi classicisti tipici della pittura romana e fiorentina. Il corpo del Cristo infatti, invece che essere ripreso dal naturale, imperfetto, così come accade nel Battesimo, secondo la lezione della Flagellazione di Caravaggio, da cui quest'opera riprende comunque l'indumento indossato dalla figura ritratta, appare invece scolpito e monumentale nell'impostazione secondo i modelli delle figure di Guido Reni e di Michelangelo, mentre il volto o la postura ricordano nel primo caso le sculture del Laocoonte e nel secondo dell'Ercole Farnese del Glicone.